# Valeriehaus

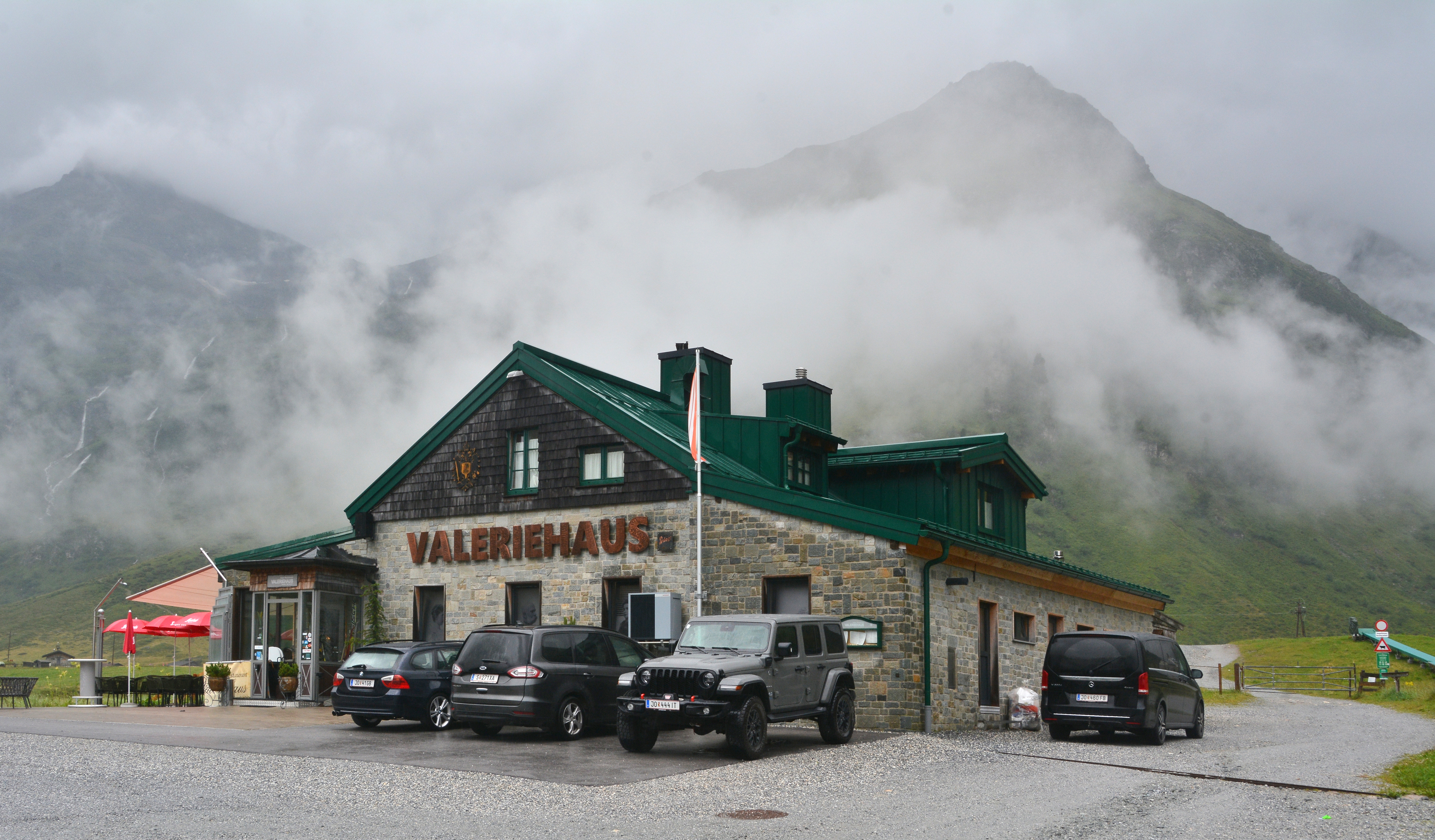
Valeriehaus (2025)

Das Valeriehaus ist ein Alpengasthaus in der Gemeinde Bad Gastein im österreichischen Bundesland Salzburg.

## Gebäude und Umgebung

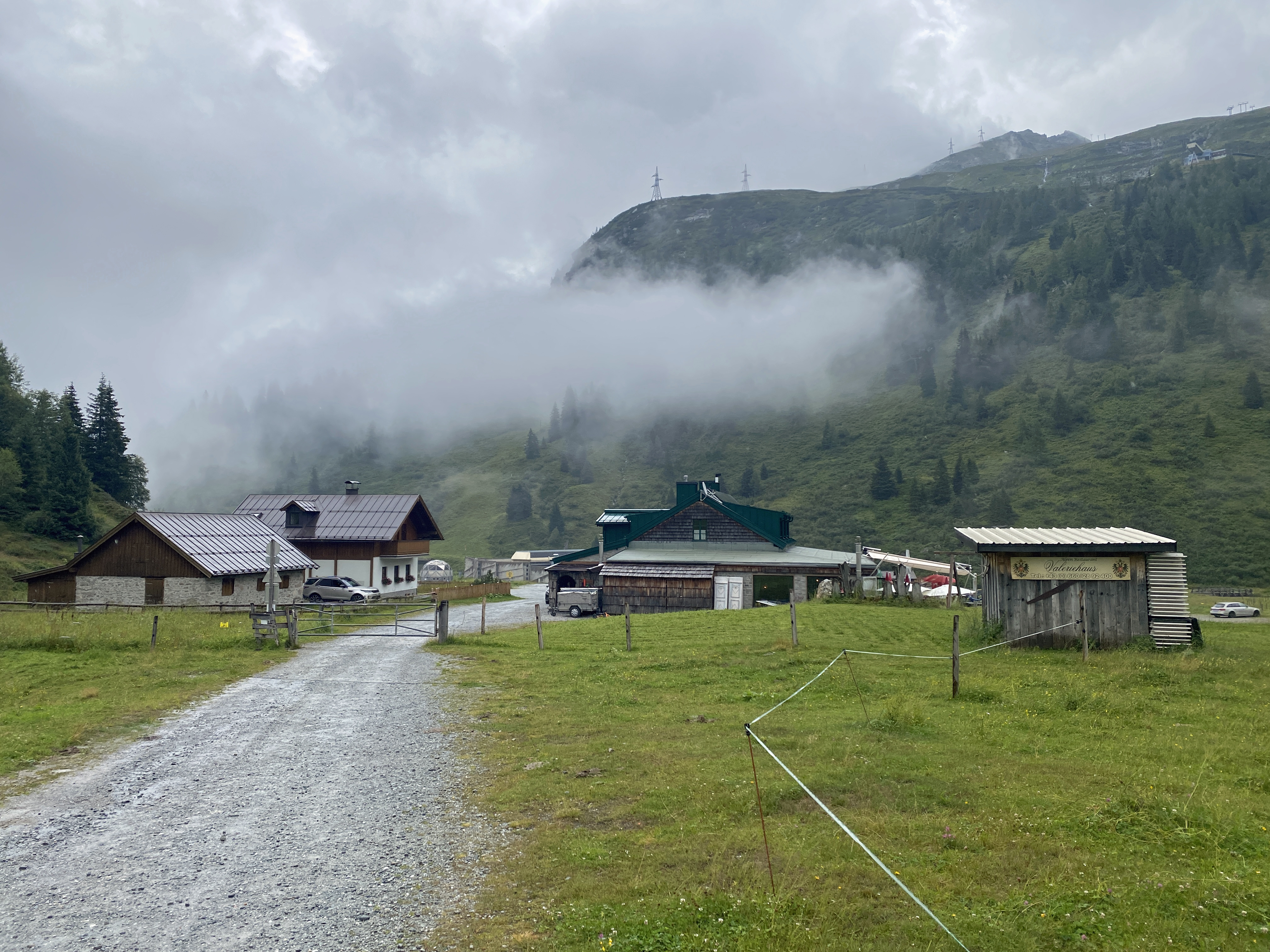
Valeriehaus von Südwesten (2025)

Das Valeriehaus ist eine eigene Ortslage der Ortschaft Bad Gastein. Es steht auf einer Höhe von 1589 m ü. A. im Naßfelder Tal an den südöstlichen Hängen des Kolmkarspitzes in der Goldberggruppe. Das Gasthaus gehört zur Katastralgemeinde Böckstein und zum Landschaftsschutzgebiet Gasteiner-Tal. Es verfügt über bis zu 90 Sitzplätze und einen Gastgarten. Südlich des Gebäudes fließt der Siglitzbach, ein linksseitiger Nebenbach der Nassfelder Ache.
Über das Valeriehaus verlaufen die Weitwanderwege Arnoweg, Rupertiweg und Salzburger Almenweg. Westlich des Gebäudes steht die Talstation der Kabinenbahn der Goldbergbahn. Im Winter führt eine Langlaufloipe beim Haus vorbei.

## Geschichte

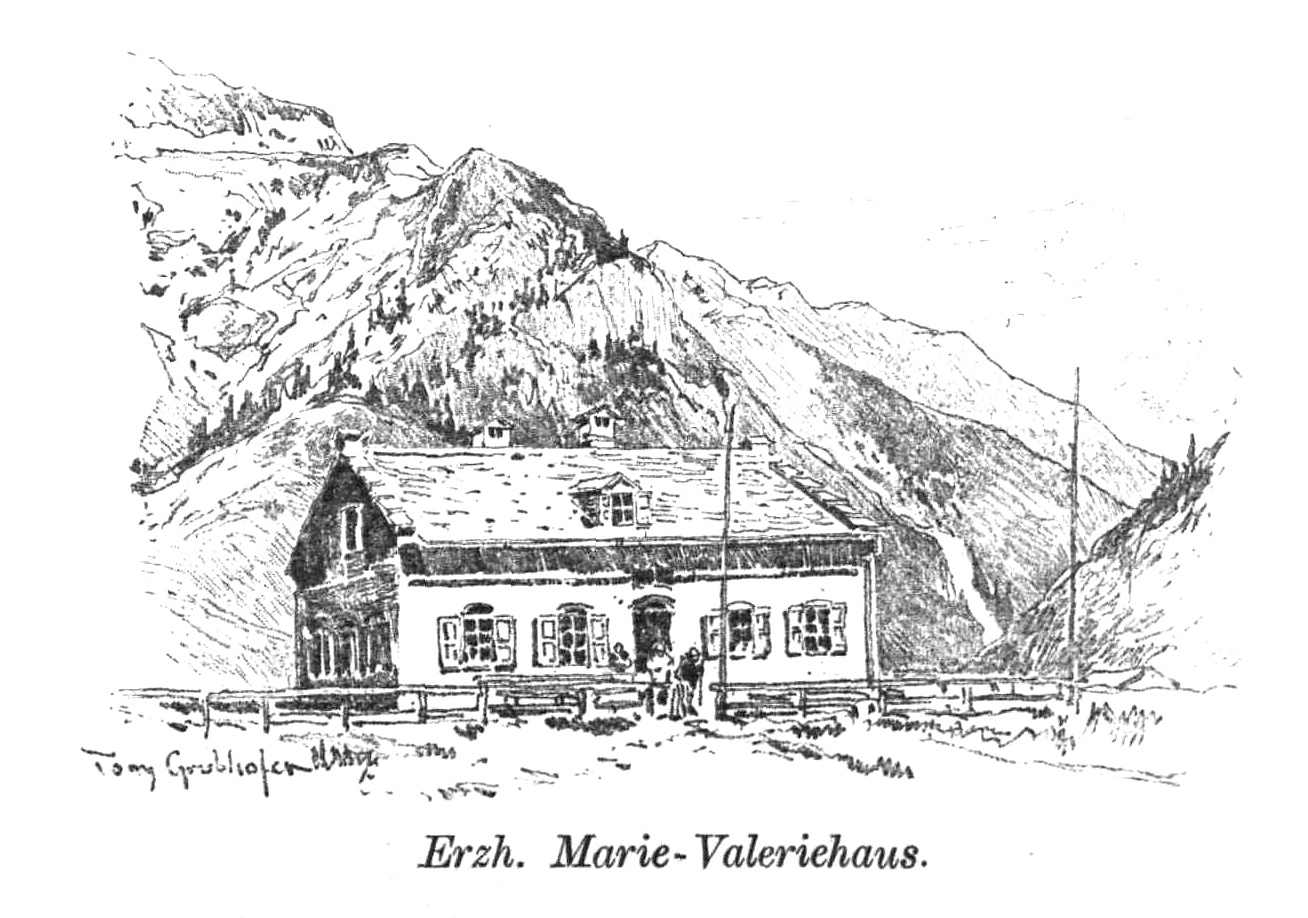
Erzherzogin-Marie-Valerie-Haus auf einer Zeichnung von Tony Grubhofer (1894)

Das Valeriehaus war ursprünglich eine Alpenvereinshütte. Die Sektion Gastein des Deutschen und Österreichischen Alpenvereins kaufte das Grundstück zur Errichtung im Jahr 1885. Nachdem es wegen Lawinenabgängen zu Bauverzögerungen gekommen war, wurde das Gebäude 1889 als Erzherzogin-Marie-Valerie-Haus eröffnet. Es ist nach Erzherzogin Marie Valerie von Österreich benannt, einer Tochter und mehrjährigen Reisebegleiterin von Kaiserin Elisabeth von Österreich-Ungarn.
Mit der Errichtung wurde der Weg ins Naßfelder Tal ausgebaut. Infolgedessen glich das Haus bald mehr einer viel besuchten Jausenstation als einer Alpenvereinshütte. An der Wende vom 19. zum 20. Jahrhundert ging das Valeriehaus vom Alpenverein in Privatbesitz über. In den 1920er und 1930er Jahren wurde es von Mai bis Oktober vollumfänglich und in den Wintermonaten einfach bewirtschaftet. Zu den prominenten Gästen vor dem Zweiten Weltkrieg zählten Großherzogin Alicia von Bourbon-Parma, Fürst Albert von Thurn und Taxis, Prinz Heinrich XXXIX. Reuß zu Köstritz und der Philosoph Georg Misch.